# Odeon (Catania)
L'Odéon di Catania è situato nel centro storico della città etnea, tra le vie Vittorio Emanuele II, Crociferi e Teatro Greco, accanto al Teatro Greco. Risalente al I-II secolo d.C. e completato ulteriormente nel secolo successivo, servì per spettacoli musicali e di danza, oltre a svolgervi le  prove degli spettacoli che si tenevano nel vicino teatro. 
Tra V e VI secolo l'Odeon venne abbandonato assieme al teatro adiacente e utilizzato progressivamente per usi diversi o abitativi.
La costruzione è semicircolare ed ha una capacità di circa 1 500 spettatori; è caratterizzata da diciotto muri che formano cunei stretti e lunghi all'interno dei quali ci sono diciassette (ma ne restano sedici) vani coperti; l’orchestra è pavimentata in marmo.
Ancora oggi è utilizzato, a volte, per spettacoli estivi.

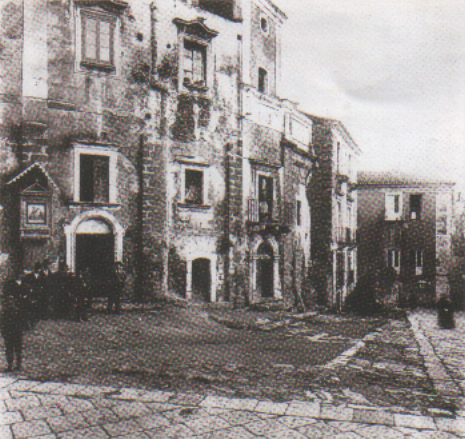
L'Odeon in una foto di inizio Novecento.
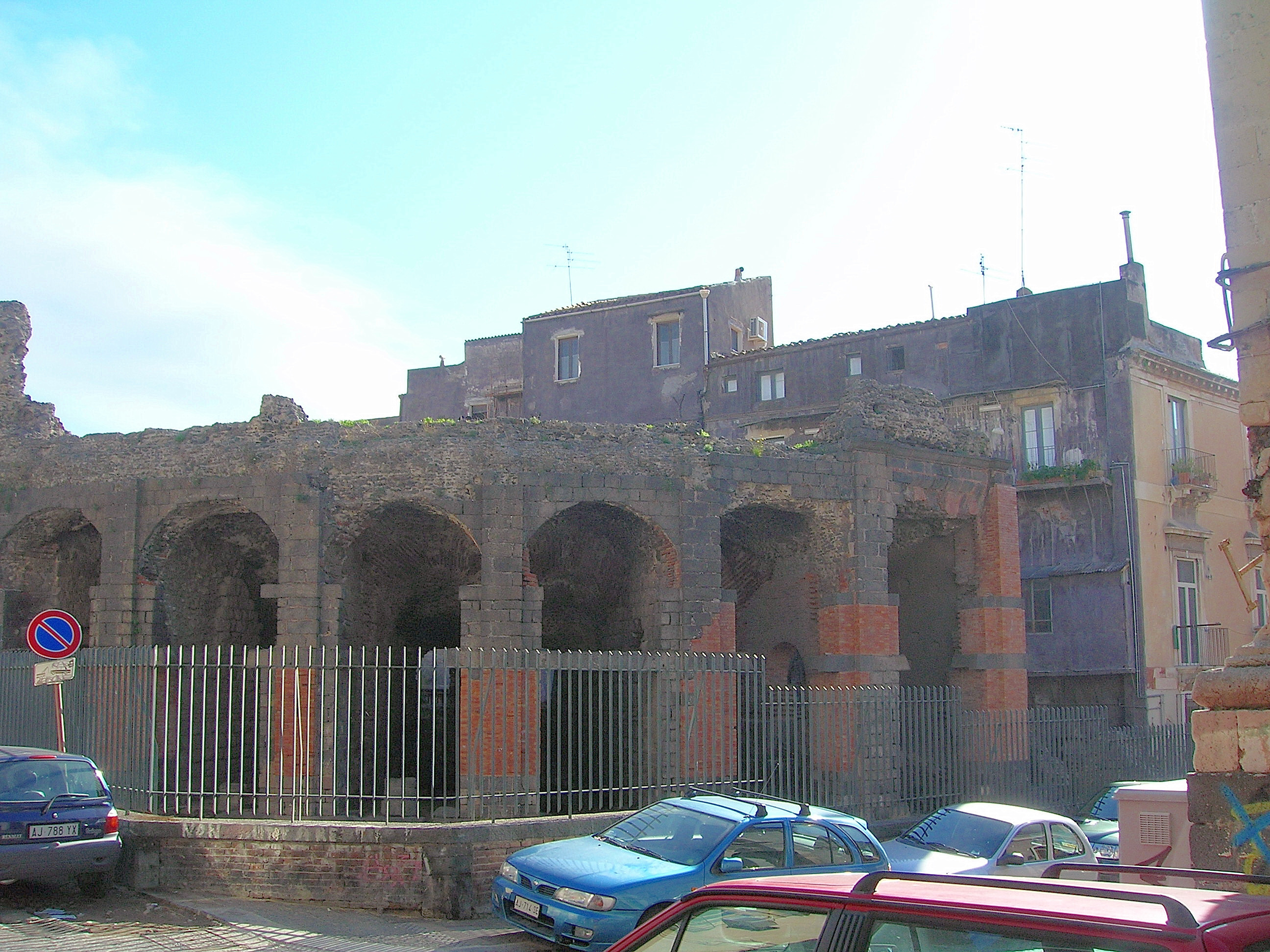
Esterno
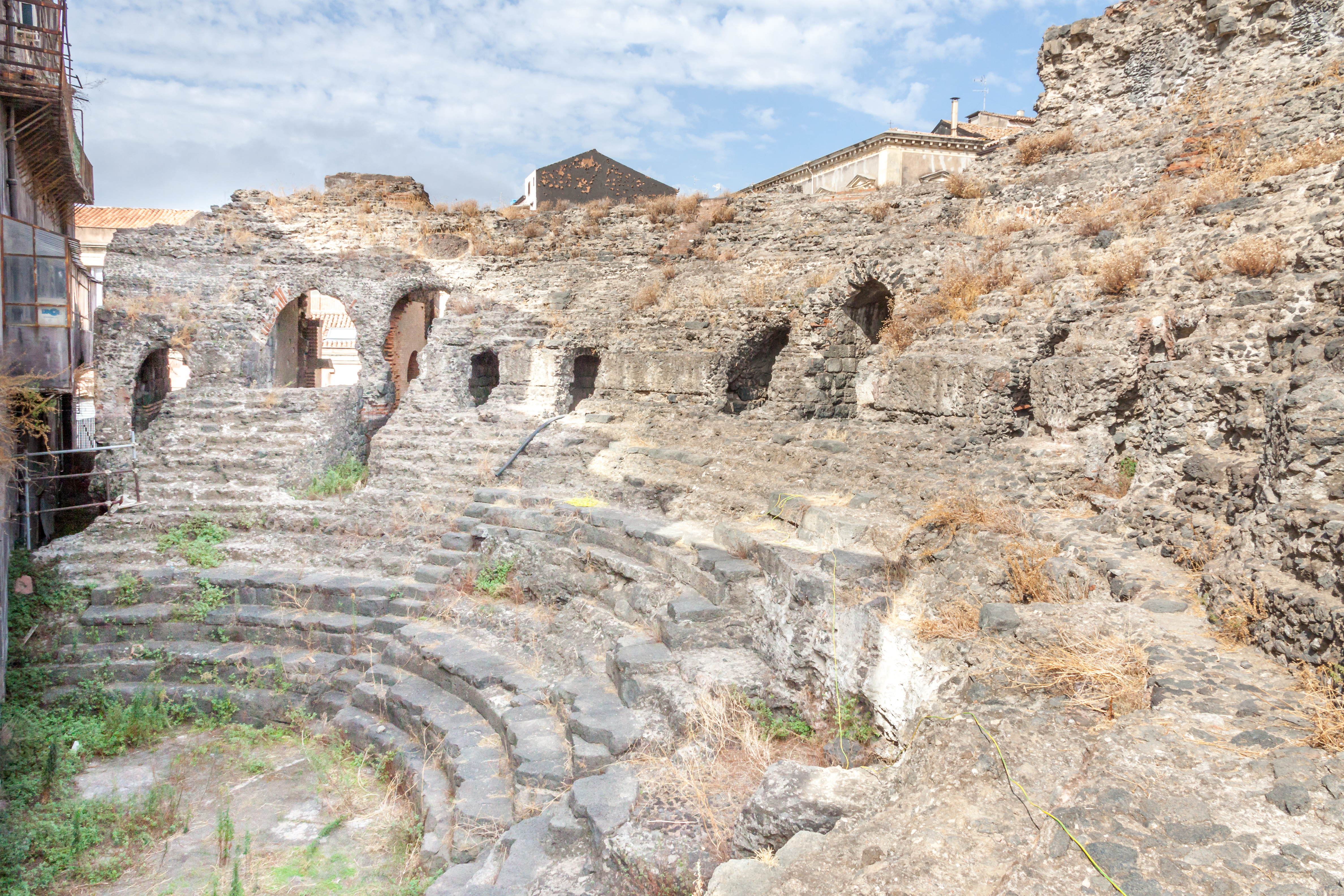
La cavea